# Jean-Baptiste Dubouchet
Pour les articles homonymes, voir Dubouchet.
Jean-Baptiste Magloire Michel Dubouchet est un homme politique français né le 29 avril 1747 à Saint-Tropez (Var) et décédé le 19 septembre 1828 au même lieu.

## Biographie
Jean-Baptiste Magloire Michel Dubouchet naît le 29 avril 1747 à Saint-Tropez et est baptisé le lendemain. Il est le fils de Jean-Michel Dubouchet, écuyer, et de son épouse, Praxède-Dorothée Martin.
Officier, il est blessé au siège de Saint-Christophe, en 1782. En 1785, il est major, commandant la citadelle de Saint-Tropez. Resté fidèle à la monarchie, il est emprisonné sous la Terreur. Il est député du Var de 1811 à 1815, et est baron d'Empire en 1813.
Il meurt le 19 septembre 1828 à Saint-Tropez. 